# 陈行范
陳行範（？—728年），唐朝民变首领，瀧州（今广东省罗定市）人。
开元十六年（728年），春州、泷州等州獠蠻首领泷州刺史陈行范、广州首领冯仁智（冯璘）、何游鲁反叛。陳行範自稱天子，其下何游魯號称定國大將軍，馮璘称南越王，击破岭表四十州縣。唐玄宗派遣骠骑大将军杨思勖率永州、连州、道州等三州兵，淮南弩手十万人进讨。兵至泷州，临阵擒获何游鲁、冯璘，将他们斩杀。陳行範逃到云际、盤遼二洞，杨思勖率衆窮追，十二月，陈行范兵败被俘，伏誅。阬杀其黨六萬，獲口馬金銀鉅萬計。開元十八年（730年），平春、瀧等州，陳行範的餘黨逃到銅陵北山，廣州都督耿仁忠奏请復置勤州。